# つながりの社会性
つながりの社会性（つながりのしゃかいせい）とは、社会学者の北田暁大が導入した用語で、自己充足的・形式主義的なコミュニケーション作法のことである。漢字で繋がりの社会性と表記される場合もある。対義語は秩序の社会性。

## 概要
北田暁大は2002年の著書『広告都市・東京―その誕生と死』にて、社会システム理論家のニクラス・ルーマンの理論を下敷きに、「秩序の社会性／つながりの社会性」という対比を行った。ルーマンは、コミュニケーションは情報内容の伝達自体で完結するものではなく、受け手がそれに対して応答することにより行為が接続されていく過程のことであり、その際に誤解（送り手の意図した意味内容と受け手の解釈した意味内容の齟齬）が生じる可能性を低めるために、適切な（あるいは不適切な）接続行為はどんなものかを決める社会システム（コード）が設定されているのだとしている。北田はその議論を受けて、コミュニケーションにおいて、設定されたコードに忠実にしたがって誤解を可能な限り回避するように行為を接続していく作法（意味伝達志向）を「秩序の社会性」とし、それと対照的に誤解を回避する努力を犠牲にしてでも円滑に（つまり場の空気を破壊しないように）行為が接続していくことそのものを重視する作法（接続志向）を「つながりの社会性」と名づけた。
つながりの社会性は、若者文化を中心に1990年代以降に浮上してきたと考えられ、その背景にはインターネット文化や携帯電話の大衆レベルでの普及といったメディア・コミュニケーション環境の変容がある。1980年代までに優位であったテレビ・ラジオ・新聞といった公共的なマスメディアは受け手と送り手の間に設定されたコードに忠実に情報発信するという「秩序の社会性」を体現するものであり、あたかも大衆に「見られているかもしれない不安」をかきたてるような存在であったが、1990年代に入って台頭したインターネット上では私生活を逐一ブログに書き込んだりWebカメラで撮影して配信し続けるなどする者が現れ、まるで「見られていないかもしれない不安」に駆り立てられているかのようにだれかとコミュニケーションを接続すること自体を志向する「つながりの社会性」が浮上するようになった。
1980年代頃から、コンビニエンスストアがストレスから解放されて仲間とつるむたまり場として効率的に若者に利用されており、限定的にはつながりの社会性に相当するものが現れていたことがわかる。これが1990年代になると、（ポケベルを経て）携帯電話が普及したことによって特定の場所性に頼ることなくつながりの社会性が蔓延するようになった。コンビニエンスストアは見知らぬ人の偶発的なコミュニケーションを可能にするのに対し、ポケベル・ケータイといったメディアはすでに見知った人との関係性を強化する手段であるという点が対照的となっている。

## 「つながりの社会性」についての論考
コミュニケーションそれ自体が目的化することは北田以前にも論じられており、例えば社会学者の浅野智彦が、若者の間では関係性の構築自体を追求するコミュニケーション様式がみられることを指摘しているほか、社会学者の若林幹夫は携帯電話でのメール交換は用件の伝達ではなく「ふれあい」を目的としたメディアであると論じている。インターネット上での勢力を持つ言説についても、それは意味内容ではなく単純な祝祭感覚に駆動されているだけだとよく論じられ、社会学者の鈴木謙介がネタ的コミュニケーションとして論じたものはつながりの社会性の類似概念と考えられる。
哲学者のジャン＝フランソワ・リオタールは、ポストモダンを大きな物語（社会に共有される理想・規範などの全体性・共同性）が衰退して多数の小規模な物語（島宇宙）が乱立する状態と条件づけて論じた。これを元に、批評家の東浩紀が主に1995年以降の日本社会を「データベース消費（全体性を無視した個別的な消費様式）」「動物化（記号的要素への脊髄反射的な反応）」として論じたり、社会学者の宮台真司が「意味から強度へ」「まったり革命」「終わりなき日常を生きろ」といったキーワードで論じたりしていたが、北田の議論や前述の浅野智彦の議論も同様の文脈に位置づけることができる。つながりの社会性は、従来の秩序の社会性を維持するために必要とされるような「送り手と受け手の間に共有されるコード」という共同性が失墜したことによって浮かび上がってきたものであり、細分化した各島宇宙の中で、そこへの帰属意識を再確認することを目的とした自己充足的なコミュニケーションが行われていると考えられる。
社会学者・批評家の濱野智史によれば、つながりの社会性と類似した「つながり」をテーマとした書籍や論考はゼロ年代半ば頃から量産されており、それらはおおよそ「若者論」「日本論」「電子民主主義論」の3つに大別できるという。
社会学者の栗田宣義は、具体的かつ物理的な空間で会する従来型の相互行為が、仕事や余暇のためにといった外部に目的を有したつながりを基調としやすいのに対し、アンダーグラウンド・コミュニケーションと呼び、つながること自体が目的となる自己充足的なあり方を基調としやすい、としている。これには携帯電話の普及で、いつでも、どこでも連絡し合える利便性と気楽さが情報を曖昧なままにしておくことを可能にしており、メールを介しての相互行為が常態化されているため、実際に会って話す事も減り、対面状況よりも何らかの電子メディアを介した相互行為の方が質・量共に優勢となり、むしろ対面状況の相互行為を統制する場合がままある事がある事が挙げられる。
若者論としてつながりを論じたものは、しばしば携帯電話や2ちゃんねるといった新規メディアへのバッシングに結びつく。俗流若者論批判で知られる後藤和智は、北田の議論もその批判の対象としており、きわめて限定された範囲内で確認される事柄についてサブカルチャーと社会学を牽強付会に結びつけたものにすぎないと指摘している。そして、北田の議論を含む「コミュニケーションの内容よりもそれが行われていること自体を重視する」ような一連の言説について、接続自体が目的化していると論じられる2ちゃんねるなどでも真剣な論争が行われている事例はあるとして「議論の内容」に注目すべきだと述べている。ビジネス書においては「つながり」が肯定的に捉えられるのに対し、若者論ではそれが否定的に評価される理由として、若者にとってのつながりは、それが（たとえばビジネスの世界で豊かな人脈を確保するといったような）なんらかの目的を達成するための手段として利用されているのではなく、コミュニケーションの接続自体を目的化している点にあると濱野智史は述べている。
日本論としての「つながりの社会性」の議論は、場の空気を読むことを重視する日本のコミュニケーション作法をつながりの社会性と関連付けるもので、濱野智史自身もつながりの社会性に順応した形で設計されたと解釈できる日本のネットサービスは、空気を読むことを基調とする日本の文化の上に成立しているとしている（他方で、FacebookやTwitterのように、友人に対して自分の行動履歴を即時的に通知できるように設計されたSNSが米国でもゼロ年代後期に台頭していることから、日本におけるつながりの社会性が世界へ波及・拡散する可能性も示唆している）。北田の議論は日本の若者文化やインターネット文化を題材として展開したもので、その内容は日本国外にはあまり知られていないが、日本とアメリカで主要SNSサイトの総ユーザー数に対する総ページ更新数を比べると日本のサイトの方が高い（つまり日本人のほうが頻繁にページ更新を行っている）ことなどから日本でより強くつながりの社会性が機能していると考えられる。ただし、携帯電話を持っていなかったりすぐに返信できなかったりすると不安になるというような利用者の傾向は、携帯電話の普及率の高い北欧でも確認されている。
電子民主主義論としては、2004年から2年間にわたって開催されたised（情報社会の倫理と設計についての学際的研究）において日本のインターネット環境で電子民主主義の成立を目指す際に内容ベースの討議を妨げると考えられるつながりの社会性を克服することができるかということが主要な論点となり、つながりの社会性は同研究会でもきわめて頻繁に参照される概念となった。

## 「つながりの社会性」の例

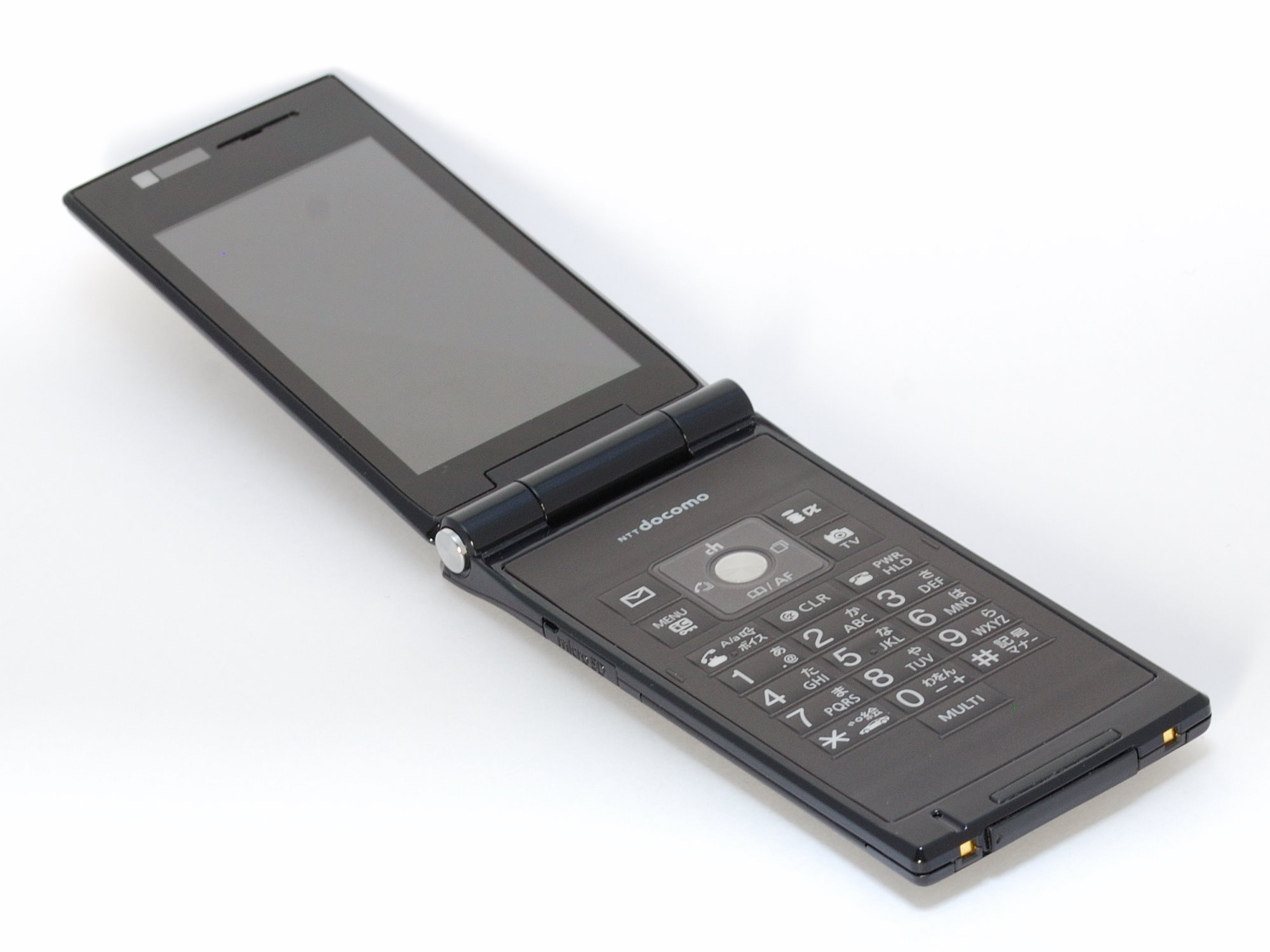
つながりの社会性を媒介する携帯電話

携帯電話
携帯電話の使用者に対する調査から、多くの人はとりたてて通話や連絡をする用事が無くても時間が空いたら実質的には無内容なメールを友人に送信するなど自己充足的に携帯電話を使用していることがわかる。特に若年層ではメールを受信したらそれに対してなるべく早く返信をすること（即レス）がマナーとなっていたり、通常の文字入力よりも手間を要するギャル文字を使用することが暗に相手に「これだけ時間のかかるメールを作成するぐらい、あなたのことを大切に思っている」というメタ・メッセージとして機能しているなど、交換されるメールの内容よりも「返信に要した時間」「特殊文字の含有率」といった形式的事実が重視されていることがわかる。
電車内での携帯電話の通話をマナー違反として感情的に非難するような態度は、社会学者のアーヴィング・ゴッフマンがいうところの儀礼的無関心（その場に居合わせただけの人に対して、露骨に黙殺するわけでも過剰に干渉するわけでもなく適当に距離をとること）を忘却していることへの批判であると解釈できるが、儀礼的無関心とは秩序の社会性が前提とするコミュニケーションのコードを共有しないもの同士が接触することによる摩擦を防ぐためのしきたりであり、それを破壊しかねない携帯電話による通話は第三領域（私的領域と公的領域の中間）から排除・忌避されるのだと考えられる。
匿名掲示板
北田暁大は、インターネット上でのコミュニケーションの中でも、電子掲示板2ちゃんねるでは内輪でしか通用しないジャーゴン（2ちゃんねる用語）が多用され、つながりの社会性が顕著に見られている例として分析している。特に一部の板で数多く確認される嫌韓厨（ネット上で韓国を敵視する発言を繰り返す者）やネット右翼（同様に右翼的な発言を繰り返す者）について、彼らは政治的・思想的な信条のもとにそのような言動にいたっているのではなく、「韓国を叩く」「朝日新聞を叩く」といった振る舞いをコミュニティ内で連鎖させて連帯感を持つこと自体が目的化している（韓国なりマスコミなりは内輪で円滑にコミュニケーションを接続するための「素材」に過ぎない）のだと述べている。
他方で、前述したように日本の国外（あるいは日本国内でも高齢者層）ではつながりの社会性に基づいた形式的な行動様式の理解が十分でないため、2ちゃんねるなどのインターネット上での嫌韓ムードの高まりを、形式的なつながりとしてではなく内容面で解釈してしまい（すなわち実際に日本の若者は韓国を嫌っているのだとそのままの意味で解釈してしまい）その誤解が社会問題となってしまう危険性がある。
美術評論家の暮沢剛巳は、2ちゃんねる内の葉鍵板 で発祥した葉鍵板最萌トーナメント（美少女キャラクターの人気投票）において各陣営（それぞれの美少女キャラクターを支持する勢力）の内部で行われるコミュニケーションにもつながりの社会性の特徴が見出されるとしている。
ブログの炎上
つながりの社会性がネガティブに作用する例としては、ウェブサイト（特にブログのコメント欄）に多数のユーザーからの批判などが殺到する現象（いわゆる炎上・コメントスクラム）がある。ブログ炎上の際、コメントが殺到する初期の段階では発端となったブログの書き手によるなんらかの失言や反社会的な行動の暴露といった内容面が批判の対象となるのに対し、時間が経過してコメントの投稿が加速すると非難の対象はむしろ「書き手の（炎上に対する）その後の対応の杜撰さ」といった形式面に対するものへとシフトすることがしばしばあり、これは内容ではなく形式を重んじるつながりの社会性の原理と対応する。
前述の2ちゃんねるでのネット右翼と関連して、俗にネットイナゴといわれるようなサイバーカスケード現象も一種のつながりの社会性の発露と考えられるが、ネットイナゴの場合は2ちゃんねるよりもむしろはてなブックマークに軸足を置いている。
ソーシャル・ネットワーキング・サービス
ゼロ年代半ば頃から、mixi・Twitterといったソーシャル・ネットワーキング・サービス（SNS）が興隆しているが、そこでは他者からなんらかのコメントをもらうという行為自体によって自分がだれかから気にかけられていることを確認するといった形式的なコミュニケーション作法がとられ、これらもつながりの社会性の浮上を象徴するものと考えられる。特にmixiの「足あと」機能 は、利用者がそのページにアクセスしたという形式的事実をログとして保存するという意味でつながりの社会性を支えるアーキテクチャといえる。動画共有サービスサイトの中でも、動画にコメントを書き込む機能を備えたニコニコ動画はYouTubeなどの他サイトよりもより強固なつながりの社会性へ適応した設計がなされており、動画自体が見えなくなるほど大量のコメントが一斉に書き込まれる現象（いわゆる弾幕）が頻繁に確認されることからも、動画の内容自体よりもそれを媒介として他のユーザーと一体感を共有したりコミュニケーションをとったりすることが重要視されるというつながりの社会性の志向がみてとれる。実際にはニコニコ動画では同一の動画コンテンツを視聴するユーザー間は同じ時間を共有させているのではなくシステムの設計によって擬似的な同期性が得られているだけであり、つながりの社会性においては実は「現実につながること」ではなく「つながっている感覚を得ること」が求められているのであるという見方もできる。
社会運動
2010年・2011年には世界各地で様々な社会運動（アラブ諸国のアラブの春、イギリス暴動、ニューヨークのウォール街を占拠せよなど）が発生し、前述のソーシャルメディアの興隆と関連付けて論じられた。濱野智史はこれについて、それぞれ運動の社会背景や主張は異なるものの、ソーシャルメディア上でのつながりの社会性が暴動という形で現実世界での行為に移行したというプロセスは同じとしている。そして、日本の若者は経済的に不利な立場におかれても国外の例のように弱者として社会運動を起こすことがないことについて、ニコニコ動画やAKB48といった繋がりを共有する娯楽へ参加することによって満足が得られてしまっているからという面があり、そのような娯楽文化の形式を応用することで暇つぶしの延長で参加できるような社会改革のあり方を設計するべきであると述べている。
コンピュータゲーム
コンピュータゲームの分野においても、ネットワーク上に構築されたシステムを使って多数のユーザーが相互にコミュニケーションをとりながら遊ぶソーシャルゲーム（『怪盗ロワイヤル』『サンシャイン牧場』など）が台頭している。これはゲーム性によってつながりの社会性を発生させている例であるが、対照的につながりの社会性の作用によってより効果的なゲーム性を発生させる例として『ポケットモンスター』 や『モンスターハンター』 が挙げられる。1980年代～1990年代に流行していたロールプレイングゲームやノベルゲームでは、ゲームシステムの支援を受けてプレイヤーが仮想世界に没入するという「アーキテクチュアルな没入」 の構造がとられているが、つながりの社会性の肥大化に適応したゲームではその逆に（虚構ではなく現実の）コミュニケーションを遊戯化するという戦略がとられており、評論家の宇野常寛はこの変化を（聖地巡礼ブームなどとともに）「仮想現実（VR）から拡張現実（AR）へ」という時代の流れのひとつと位置づけている。
物語系コンテンツでの例
つながりの社会性の顕在化は、虚構の水準（創作物の中）にも見出すことができる。主にゼロ年代後期以降、美少女キャラクターの日常生活やなにげない会話のやりとりを重点的に描く空気系と呼ばれる漫画・アニメが流行し、例えば空気系の火付け役とされるテレビアニメ『らき☆すた』では第一話の大半の部分を、女子高生たちがチョココロネなどのお菓子の食べ方についてとりとめのないおしゃべりを続けるだけのシーンで構成されている。
宇野常寛によれば、空気系作品における登場キャラクター同士のくだらないやりとりの数々はまさに仲間との連帯意識の共有自体を目的としたコミュニケーション作法であり、つながりの社会性を重要視する意識が現実世界だけでなく創作物の中の水準でも求められていることを指摘している。また、オタク文化圏内における空気系作品と同様に接続志向のコミュニケーション自体の快楽を追及した作品（サプリメントのように受容される作品）は他分野でも同時多発的に出現しており、実写映画ではアルタミラピクチャーズによる『ウォーターボーイズ』『スウィングガールズ』などの青春映画作品が該当し、文学の分野では村上春樹の延長線上にある青山七恵・津村記久子といった作家の作品がそれに近いという。
つながりの社会性が肥大化した現代社会の空間を理想化して描くのが空気系であるとすれば、それを現実認知としてシビアに描いたものがバトルロワイヤル系 の作品であると考えられ、特に舞台を空気系的な学校空間に設定して教室内の人間関係の駆け引きを闘争として描けばスクールカーストものとなる。
ライターの速水健朗は、ケータイ小説の物語内で登場人物が交わすメールのやりとりにつながりの社会性がみてとれるとしている。また、濱野智史は、前述したような携帯電話でのコミュニケーションにおける形式的な事実（携帯電話に操作ログとして集積されるデータ）から無意識に互いの親密性を推し量るようなマナーがケータイ小説では作品にリアリティを与えている面があるとし、それを理解できるかどうかというところが「若年の女性から圧倒的な支持を受けるが年長者からは稚拙なものとして批判される」といったケータイ小説の極端な賛否の分かれ方につながっている可能性を示唆している。

## 関連する概念
オートポイエーシス
つながりの社会性の元となったニクラス・ルーマンの理論において参照された、生物学上の概念。
認知限界
ハーバート・サイモンが導入した概念で、人間の情報処理能力の限界のこと。批評家の東浩紀によれば、情報化社会の到来によって認知限界を超えた膨大な量の情報を前にしたときその不安から逆説的につながりの社会性が浮上すると解釈できる。